# Бажанова, Зоя Константиновна
Зоя Константиновна Бажанова (8 февраля 1902, Москва — 30 декабря 1968, Москва) — советская драматическая актриса и педагог.

## Биография
Ученица Евгения Вахтангова и Михаила Чехова, она стала актрисой Вахтанговской театральной студии; затем, когда с 1926 года студия получила статус театра, вошла в штат Вахтанговского театра, проработав там с 1919 г. по 1958 г. В 1930—1957 гг. педагог Щукинского училища.
Будучи студийкой, познакомилась с молодым студийцем и поэтом Павлом Антокольским; во второй половине 20-х гг. они поженились (до того поэт был женат на Наталье Николаевне Щегловой, имел дочь Наталью и сына Владимира). 
Бажанова и Антокольский прожили вместе всю оставшуюся жизнь. Они получили комнаты в доме, специально построенном для работников театра Вахтангова в 1928 году в Большом Лёвшинском переулке, куда и переехали и поселились на пятом этаже; все соседи приходились друг и другу ещё и сотрудниками. 
Во время войны они оба выступали во фронтовых бригадах. Тогда же, в годы войны, муж стал лауреатом Сталинской премии (удостоен за поэму "Сын", посвященную младшему лейтенанту Владимиру Антокольскому, погибшему в 1942 г.). Зоя Бажанова была удостоена медали "За трудовую доблесть".
В послевоенные годы материальное положение семьи несколько улучшилось, появилась возможность жить в том же доме в отдельной квартире.  В то же время поэт Павел Антокольский подвергался уничтожающей критике в период кампании борьбы с космополитизмом, потерял работу в Литературном институте.
Зоя Бажанова ушла из жизни значительно раньше мужа. Для него это было тяжелейшей потерей. П. Г. Антокольский посвящал памяти жене отчаянные поэтические строки:
Все кончено. Но нет конца — концу. 
Нет и начала нашему началу. 
Но как тебе сегодня не к лицу, 
Что ты вчера навеки замолчала. 
Вениамин Каверин, друг П.Антокольского, писал об этом страшном горе: «…Антокольский глубоко понимал талантливую в своей мудрости и умении безотказно делать добро жену. Можно смело сказать, что никого он никогда так не понимал и так не любил, как своего верного, на всю жизнь преданного друга. Только ей одной он позволял держать его в ежовых рукавицах».
Похоронена на Востряковском кладбище. Через десять лет рядом был погребён её муж (108 уч.).
Помимо того, что 3. К. Бажанова была актрисой по профессии и педагогом актёрского мастерства, у неё было ещё одно творческое дело — она была скульптором по дереву, выставка её работ проходила в Доме литераторов.

## Роли в театре
- 1922 — «Принцесса Турандот» Карло Гоцци. Режиссёр: Е. Б. Вахтангов — Зелима (первая постановка; второй состав после А. И. Ремизовой)
- 1924 — «Женитьба» Н. В. Гоголя. Режиссёр: Ю. А. Завадский — Дуняша
- 1925 — «Виринея» Л. Н. Сейфуллиной. Режиссёр: А. Д. Попов — Мокеиха
- 1926 — «Зойкина квартира» М. Булгакова. Режиссёр: А. Д. Попов — Лизанька
- 1930 — «Темп» Н. Ф. Погодина. Режиссёры О. Н. Басов, К. Я. Миронов, А. А. Орочко, Б. В. Щукин — Валя
- 1932 — «Егор Булычов и другие» М. Горького. Режиссёр: Борис Захава — Таисия
- 1936 — «Флоридсдорф» Ф.Вольфа. Режиссёры: П. Г. Антокольский, А. И. Ремизова — Лена

## Награды
- Медаль «За трудовую доблесть» (16 декабря 1946)[4].